# آستین ولف
جاستین هیث اسمیت (زاده ۳ آوریل ۱۹۸۱)، که با نام حرفه‌ای آستین ولف شناخته می شود، یک بازیگر فیلم‌های پورنوگرافی گی آمریکایی است. او از پیشگامان استفاده از پلتفرم اونلی‌فنز برای آپلود پورنوگرافی به حساب می آید. او در اواخر دهه ۲۰۱۰ محبوبیت خاصی پیدا کرد، که طی آن به یکی از پر جستجوترین بازیگران پورنوگرافی همجنسگرا در پورن‌هاب تبدیل شد. 
ولف که در تگزاس به دنیا آمد و بزرگ شد، در سن ۲۰ سالگی به شهر نیویورک نقل مکان کرد و در آنجا اسکورت شد و سه جایزه بین المللی اسکورت را از آن خود کرد. او اولین بازی پورنوگرافی خود را در سال ۲۰۱۲ با استودیوی پورنوگرافی گی رندی بلو انجام داد که قبل از امضای قرارداد انحصاری با استودیو فالکن، سه سال با آن کار کرد. او از سال ۲۰۱۹ به طور انحصاری با کاکی‌بویز و از سال ۲۰۲۳ با من.کام شروع به کار کرد.
در سال ۲۰۲۴، ولف دستگیر شد و متهم به در اختیار داشتن و توزیع صدها ویدیو از پورنوگرافی کودکان شد.

## اوایل زندگی
جاستین هیث اسمیت در ۳ آوریل ۱۹۸۱، در آلورادو تگزاس به دنیا آمد و در همان‌جا بزرگ شد. او یک خواهر کوچک‌تر و یک خواهر بزرگتر دارد. او در سن ۱۷ سالگی نزد دوستان و خانواده خود از جمله مادرش که در ابتدا از پذیرش تمایلات جنسی ولف ناراحت بود آشکارسازی کرد. اندکی بعد شروع به ورزش و عضله سازی کرد و به گفته خودش به دلیل تبدیل شدن به "مرد جذاب جامعه" مغرور شد. در سن ۲۰ سالگی تگزاس را ترک کرد و به نیویورک نقل مکان کرد و در آنجا به عنوان یک فروشنده مبلمان طراح کار کرد. پس از بحران مسکن آمریکا ۲۰۰۸ او شغل خود را به عنوان یک فروشنده مبلمان طراح از دست داد. او سپس قبل از ایجاد یک پروفایل در سایت Rentboy.com شروع به کار به عنوان یک اسکورت در یک گی بار کرد.

## حرفه

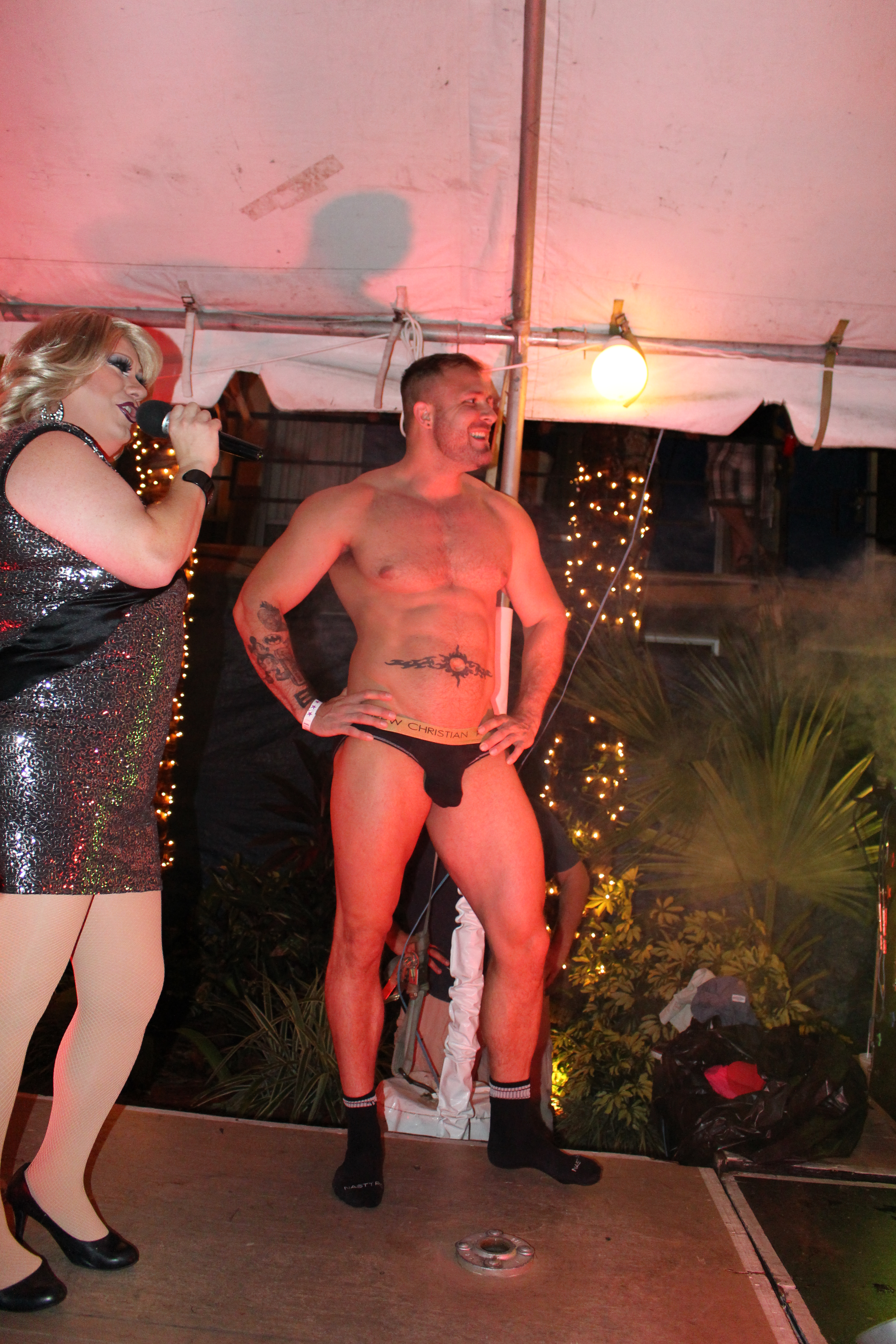
وولف در سال ۲۰۱۵

در نوامبر ۲۰۱۲، ولف اولین فیلم پورنوگرافی خود را با یک ویدیوی انفرادی برای استودیوی پورنوگرافی گی رندی بلو انجام داد. او گفته است که خانواده‌اش از ورود او به صنعت پورنوگرافی حمایت می‌کنند و مادرش را «بزرگ‌ترین طرفدار» توصیف می‌کند و مهارت‌های خود را به عنوان یک بازیگر پورنوگرافی به اعتیاد جنسی خود نسبت می‌دهند. او سپس به مدت سه سال با استادیو رندی بلو کار کرد و در آنجا اولین ویدیوی شریک خود را با بازی بازیگر پورنوگرافی نیکو اسکای ساخت. او در سال ۲۰۱۳ جوایز بهترین تاپ و بهترین اندام را در جوایز بین‌المللی اسکورت، مراسم اهدای جوایز برای اسکورت‌های مرد، به دست آورد. او در آوریل ۲۰۱۵ در حالی که در استودیوهای پورنوگرافی Raging Stallion و Hot House حضور داشت، قرارداد انحصاری با  استادیو فالکن امضا کرد. ولف سه بار در شوی وندی ویلیامز از طریق دوستی با مدیر هنری سریال، مایکل لی اسکات، به‌عنوان یک «فرد بدون پیراهن» عکس‌های کوتاهی انجام داد.
در آوریل ۲۰۱۷ در اونلی‌فنز، یک پلتفرم مبتنی بر اشتراک که در آن سازندگان نرخ‌های خود را تعیین می‌کنند، نمایه‌ای ایجاد کرد، جایی که او شروع به آپلود ویدیوهایی از رابطه جنسی خود از زمانی که در بیست سالگی بود کرد. او یکی از اولین بازیگران پورنوگرافی بود که از اونلی‌فنز برای فروش محتوا استفاده کرد. او ظرف دو هفته پس از شروع حساب خود به بیش از هزار مشترک رسید. در اکتبر ۲۰۱۸، یک کلیپ پیش نمایش از یک ویدیوی هشت دقیقه ای فور مای فنس از مهماندار هواپیمای دلتا ایرلاینز که در حال انجام سکس دهانی با ولف در حالی که لباس فرم و در حمام هواپیما بود، پس از آپلود در توییتر جنجال برانگیخت و منجر به تعلیق مهماندار هواپیما به دلیل قابل مشاهده بودن شناسه کارمند وی و پوشش گسترده تبلیغاتی ویدیو. مهماندار هواپیما اظهار داشت که از اینکه از این که ولف در حال ضبط ویدیو است بی‌اطلاع بوده، که ولف آن را رد کرد. ولف به زودی پروفایل اینستاگرام خود را حذف کرد و اظهار داشت که می خواهد "زندگی خود را به مسیر اصلی بازگرداند". در همان ماه، او به پرجستجوترین بازیگر پورنوگرافی همجنسگرای پورن‌هاب تبدیل شد و جایزه استریت آپ گی رو برای ددی مورد علاقه دریافت کرد. همچنین در آن ماه، او ویدیوی دیگری از رابطه جنسی او با راننده اوبر را آپلود کرد. ولف چهارمین بازیگر پرطرفدار پورنوگرافی همجنسگرا در پورن‌هاب در سال ۲۰۱۸ بود. 
در آوریل ۲۰۱۹، او قراردادی انحصاری با استودیوی پورنوگرافی همجنسگرایانه کاکی‌بویز امضا کرد. او برنده جایزه محبوب ترین مجری گی در دومین جوایز پورن‌هاب در اکتبر ۲۰۱۹ شد، جایی که او سخنرانی احساسی کرد. ولف سومین بازیگر پورن در جستجو شده‌ترین بازیگران پورن گی بود. در ژانویه ۲۰۲۰، او در سومین دوره جوایز پورن استریت آپ گی برنده جایزه سازنده محتوای مورد علاقه طرفداران شد. او یکی از سفیران برند پورن‌هاب در آوریل ۲۰۲۰ بود، زمانی که آنها مجموعه ویدیویی طنز خود "Scrubhub" را به عنوان پاسخی به همه گیری کووید ۱۹ راه اندازی کردند. ولف در ژانویه ۲۰۲۳ قراردادی انحصاری با من.کام امضا کرد.

## تصویر عمومی
آستین ولف پیشگام در ساخت اونلی‌فنز به یک پلتفرم پورنوگرافی محبوب است. او صاحب وب سایت پورنوگرافی مبتنی بر اشتراک خود، فور مای فنز است. دیوید لوزلی از  جی‌کیو بریتانیا در ژوئن ۲۰۱۹ ولف را "یک نام بزرگ در پورن گی" نامید، در حالی که در آوریل ۲۰۲۰ جی سی آدامز از ایکس‌بیز او را به عنوان "یک مجری کهنه کار با فیلم شناسی تحسین برانگیز" توصیف کرد که ستاره بودن خود را با استقامت کرد. در ژانویه ۲۰۱۹ ونتی فر، ولف را یک "مگا ستاره پورن گی" نامید، در حالی که، در ژانویه ۲۰۲۰، میکی کیتینگ از کوییرتی او را "ستاره پورن گی جهانی در حال حاضر" نامید.